# 陳繩
陳繩（？—？），字騮季，一字柳季，號禮園，福建侯官人，清朝官員，曾選上歲貢。

## 生平
雍正十一年（1733年）詔舉博學宏辭科，浙江盧焯推薦陳繩應試。乾隆元年（1736年）應試，但因所作之詩落一韻而落選；選為孝廉方正，並擔任教職，後任福建長汀縣學訓導。乾隆九年（1744年）調往台灣，擔任諸羅縣訓導，乾隆十二年（1747年）重修《臺灣府志》及《臺海番社采風圖考》。期間曾任鳳山縣儒學訓導，後以卓異調往貴州，任貴州清鎮縣知縣。